# Erazmista
Erazmista: Rotterdami Erasmus (1469-1536 ) - németalföldi tudós, humanista bölcselő követői. 

## Leírása
Erasmus, Desiderius, más néven Rotterdami Erazmus (Rotterdam, Németalföld, 1469. okt. 28.-Bázel, 1536. júl. 12.): humanista bölcselő volt. 1484-ben lett ágostonrendi szerzetes, majd 1492-ben a rendet elhagyva egyházmegyés pappá szentelték. 1493-ban a cambrai-i pp. titkára, majd Párizsban lett egyetemi hallgató. Itt alakult ki skolasztika-ellenessége, nyelvezete és módszere. Később megjelent humanisztikus írásait (Antibarbari, Adagia, Colloquia) is ekkoriban írta meg. Angliai útján ismerkedett meg a J. Colet képviselte keresztény humanizmussal és a bibliai-patrisztikai alapokra épülő teológiávalval. Görögül is tanult, hamarosan kora legelső teológusa és filozófusa lett. 1516-tól Németalföldön tartózkodott, politikai jellegű művekkel jelentkezett (Institutio principis christiani és Querela pacis). Parafrázisokat írt a Római levélhez, Pál többi leveleihez, az evangéliumokhoz (1517-24). Kiadta Szent Ciprián, Arnobius, Szent Hilarius, Szent Ireneus, Szent Ambrus, Órigenész, Szent Ágoston, Aranyszájú Szent János műveit. 1516-1518 között Európa benne látta a hőn óhajtott reform megtestesítőjét, amikor Luther föllépése fordulatot hozott. Bár biblicizmusával és éles egyházkritikájával a reformáció egyik legjelentősebb előfutára volt, optimizmusa és moralizmusa eltávolította attól. Ugyanakkor a Luther elleni bullát (Exsurge, Domine) támadásnak vette, ezért 1521 őszén úgy döntött, hogy Lővenből Bázelba költözik át. Bár Luther hívének tartották, De libero arbitrio diatribe és Hyperaspistes című műveivel szembefordult vele. Mivel a reformáció Bázelban tömegmegmozdulásokkal járt, 1529-ben Freiburgba települt át, végül 1535-ben visszatért Bázelba.
Utolsó éveiben írt műveiben figyelmeztetett, hogy meg kell őrizni az Egyház egységét, újra fölfedezte a dogmák és a hitvallás jelentőségét.
Bár munkásságával iskolát teremtett, mely a katolikusok és protestánsok közötti közvetítést tűzte ki célul, ez sem tudta az egységet tevőlegesen szolgálni. Ellentmondásaival az egyháztörténet egyik legérdekesebb alakja volt.